# Blackstone Heights
Blackstone Heights ist ein Vorort von Launceston, der im Meander Valley Municipality in Tasmanien liegt. Der Ort befindet sich ca. 14 km südwestlich der Stadt Launceston. Bei der Volkszählung 2016 hatte der Ort 1.270 Einwohner.